# Бездънният пчелин
Бездънен пчелин, също членувано с кратък и пълен член, е пропастна пещера в Предбалкана, България, на територията на община Ябланица, област Ловеч.

## Местоположение
Бездънният пчелин се намира в района между Ябланица и Гложене, най-близо са закритото село Нановица и отдалечената махала Липово на гр. Ябланица.

## Описание
Отворът на пещерата представлява неправилна елипса с размери около 25 – 40 метра. Разположена е на източния стръмен склон на едно възвишение. Дългата ос на елипсата има посока изток – запад, като западният бряг е с около 20 метра по-висок от източния. Дълбочината на пропастта, измерена от западния ѝ бряг, като най-висок, е 145 метра. Дъното също не е равно – има много голям сипей, стръмен и висок повече от 20 метра. Поради всичко това се срещат различни данни за дълбочината на пропастта. Следва зала с почти правоъгълна форма с размери 30 – 40 метра и висока на места повече от 30 метра. Подът ѝ е отводнено блато.

## История
Пещерата е била известна на местното население от стари времена. Отвесът и дълбочината на тази пропаст са толкова внушителни, че е разпалвала въображението на хората, които хвърляли камъни и очаквали да чуят удара от падането им. И за пещерняците впечатлението е силно: „Огромната уста – отворът и бездънната пропаст, която се открива в нея, спират за момент куража на всеки от нас“, пише С. Стоименов, третият човек, проникнал в пропастта.
За пръв път, след редица неуспешни опити, дъното на Бездънния пчелин – най-дълбоката известна пропаст в България по онова време, е достигнато на 5 април 1931 г. от 7-членна група. Участникът С. Стаменов оставя подробно описание на това първо проникване. За съжаление той не назовава поименно всички, споменава само инициалите на някои от тях – Н. Р. (Ненко Радев), П. Е. (Пепи Енглиш), В. Т. и Г. Д., както и „учителя от Ябланица“ (Найден Братанов). Известно е участието и на М. Аджаров. Ненко Радев пръв успява да се спусне на дъното – успешният опит е продължил близо половин час, при височина до сипея 105 метра. И другите участници успяват да се спуснат, а излизането също се оказва с перипетии.

## Легенди
За името на Бездънния пчелин има различни предания сред местното население. Според едно от тях на 15-ина метра под входа имало голям пчелин, който постоянно тормозел хората и говедата, минаващи наблизо. Веднъж мъжете от махала Нановица се събрали и пуснали един от тях здраво вързан с въже, седнал за по-удобно върху конско седло. Успял да извади 12 бакъра с мед от пчелина и оттогава дивите пчели изчезнали и не жилили повече преминаващите хора. Името на пропастта обаче си останало същото, съчетаващо и легенда, и представа за обемност. Според друга легенда по време на турското иго колибарите от Нановица, когато турци им искали мед, казвали, че меда го събирал някой си дядо Тано и за да не се разваля го съхранявал в хладните подмоли на пещерата. Отивали турците до пещерата, гледали в бездънното ѝ гърло, но нищо не можели да открият. И оттогава я нарекли Бездънния пчелин.